# The Great Ray Charles
The Great Ray Charles è il secondo album discografico del cantante e pianista statunitense Ray Charles, pubblicato dalla Atlantic Records nell'agosto del 1957.

## Tracce
Lato A
1. The Ray – 3:56 (Quincy Jones) – Registrato a New York City, New York il 20 novembre 1956
2. My Melancholy Baby – 4:19 (Ernie Burnett. George A. Norton, Maybelle E. Watson) – Registrato a New York City, New York il 26 novembre 1956
3. Black Coffee – 5:28 (Paul Francis Webster, Sonny Burke) – Registrato a New York City, New York il 30 aprile 1956
4. There's No You – 4:44 (Tom Adair, Hal Hooper) – Registrato a New York City, New York il 26 novembre 1956

Durata totale: 18:27
Lato B
1. Doodlin' – 5:49 (Horace Silver) – Registrato a New York City, New York il 26 novembre 1956
2. Sweet Sixteen Bars – 4:04 (Ray Charles) – Registrato a New York City, New York il 20 novembre 1956
3. I Surrender Dear – 5:04 (Harry Barris, Gordon Clifford) – Registrato a New York City, New York il 20 novembre 1956
4. Undecided – 3:36 (Charlie Shavers, Sid Robins) – Registrato a New York City, New York il 26 novembre 1956

Durata totale: 18:33
Edizione CD del 1987, pubblicato dalla Atlantic Records (7567-81731-2)
1. Dawn Ray – 5:00 (Ray Charles) – Registrato a New York City, New York il 30 aprile 1956
2. The Man I Love – 4:24 (George Gershwin, Ira Gershwin) – Registrato a New York City, New York il 30 aprile 1956
3. Music, Music, Music – 2:52 (Bernie Baum, Stephen Weiss) – Registrato a New York City, New York il 30 aprile 1956
4. Black Coffee – 5:28 (Paul Francis Webster, Sonny Burke)
5. The Ray – 3:56 (Quincy Jones)
6. I Surrender Dear – 5:04 (Harry Barris, Gordon Clifford)
7. Hornful Soul – 5:25 (Ray Charles) – Registrato a New York City, New York il 20 novembre 1956
8. Ain't Misbehavin' – 5:37 (Harry Brooks, Andy Razaf, Fats Waller) – Registrato a New York City, New York il 20 novembre 1956
9. Joy Ride – 4:30 (Ray Charles) – Registrato a New York City, New York il 20 novembre 1956
10. Sweet Sixteen Bars – 4:04 (Ray Charles)
11. Doodlin' – 5:49 (Horace Silver)
12. There's No You – 4:44 (Tom Adair, Hal Hooper)
13. Undecided – 3:36 (Charlie Shavers, Sid Robins)
14. My Melancholy Baby – 4:19 (Ernie Burnett. George A. Norton, Maybelle E. Watson)

Durata totale: 64:48

## Musicisti
The Ray, My Melancholy Baby, There's No You, Doodlin', I Surrender Dear , Undecided, Ain't Misbehavin', Hornful Soul e Joy Ride
- Ray Charles - pianoforte, voce
- Ray Charles - pianoforte both, celesta (brano: I Surrender Dear)[2]
- Joe Bridgewater - tromba
- John Hunt - tromba
- David Fathead Newman - sassofono tenore
- David Fathead Newman - sassofono alto (brano: My Melancholy Baby)[2]
- Emmett Dennis - sassofono baritono
- Roosevelt Sheffield - contrabbasso
- William Peeples - batteria[3]

Sweet Sixteen Bars
- Ray Charles - pianoforte, voce
- Roosevelt Sheffield - contrabbasso
- William Peeples - batteria[2]

Black Coffee, Dawn Ray, The Man I Love e Music, Music, Music
- Ray Charles - pianoforte, voce
- Oscar Pettiford - contrabbasso
- Joe Harris - batteria[3]

Note aggiuntive
- Jerry Wexler - supervisore, produttore
- Nesuhi Ertegun - supervisore, produttore
- Quincy Jones - arrangiamenti (brani: The Ray, There's No You,  Doodlin', I Surrender Dear e Undecided)
- Ray Charles - arrangiamenti (brani: My Melancholy Baby, Ain't Misbehavin' e Sweet Sixteen Bars)
- Ernie Wilkins - arrangiamenti (brano: Undecided)
- Earl Brown - ingegnere del suono
- Tom Dowd - ingegnere del suono[4]